# Übermensch (album)
Übermensch là album phòng thu thứ ba của nam ca sĩ kiêm nhạc sĩ kiêm rapper người Hàn Quốc G-Dragon, phát hành vào ngày 25 tháng 2 năm 2025, bởi Galaxy Corporation và Empire Distribution. Đây là bản phát hành âm nhạc đầu tiên của anh kể từ EP Kwon Ji Yong vào năm 2017, cũng như album đầu tiên của anh kể từ khi rời YG Entertainment vào năm 2023.

## Bối cảnh và phát triển
Vào ngày 1 tháng 1 năm 2023, G-Dragon, khi đó đã ký hợp đồng với YG Entertainment, đã chính thức thông báo qua YouTube rằng anh đang thực hiện một album mới. Sau khi anh rời đi, CEO của công ty mới Galaxy Corporation đã xác nhận trong một thông cáo báo chí rằng G-Dragon sẽ chính thức trở lại vào năm 2024. Cùng ngày, G-Dragon xác nhận sự trở lại trong một bức thư viết tay.
Vào ngày 3 tháng 4 năm 2024, Galaxy Corp thông báo rằng album mới của G-Dragon sẽ được phát hành vào nửa cuối năm và sẽ bao gồm việc thực hiện các "hoạt động toàn cầu" cũng như các hoạt động tại Nhật Bản. Vào ngày 7 tháng 10, G-Dragon xác nhận rằng album của anh sẽ được phát hành vào ngày 25 tháng 10 năm 2024, với các nguồn tin lưu ý rằng đây sẽ là lần phát hành album đầu tiên của anh kể từ EP Kwon Ji Yong vào năm 2017. Vào ngày 7 tháng 10, nhiều nguồn tin bắt đầu đưa tin rằng G-Dragon đã bắt đầu quay video ca nhạc trở lại, ngày trở lại dự kiến là 25 tháng 10. Đáp lại, Galaxy Corporation xác nhận rằng mặc dù sự trở lại đang được tiến hành, nhưng lịch trình vẫn chưa được hoàn thiện.
Bắt đầu từ ngày 21 tháng 10, G-Dragon bắt đầu đăng tải những hình ảnh hé lộ bí ẩn liên quan đến sự trở lại, đăng các ô vuông màu đen với thanh tiến trình mờ nhạt. Vào ngày 23 tháng 10, Star News đưa tin rằng sự trở lại dự kiến sẽ là một album đầy đủ, với mục tiêu phát hành trước buổi biểu diễn của anh tại buổi lễ trao giải MAMA Awards 2024. Teaser thứ ba cho album được đăng vào ngày 28 tháng 10.

## Phát hành và quảng bá
Trong tập phát sóng ngày 30 tháng 10 của chương trình You Quiz on the Block, G-Dragon giới thiệu ca khúc mới đầu tiên của mình kể từ năm 2017, một đĩa đơn phát hành trước có tựa đề "Power". Đĩa đơn chính thức được phát hành vào ngày 31 tháng 10, cùng với thông báo rằng G-Dragon đã ký hợp đồng phát hành nhạc với Empire Distribution. Vào ngày 8 tháng 11, có thông tin rằng một đĩa đơn khác trong album sẽ ra mắt tại lễ trao giải MAMA. Đĩa đơn "Home Sweet Home" được phát hành vào ngày 22 tháng 11, có sự góp mặt của các thành viên Big Bang Taeyang và Daesung. Vào ngày 4 tháng 2 năm 2025, album có tựa đề Übermensch đã chính thức được xác nhận sẽ được phát hành vào ngày 25 tháng 2.

## Sự tiếp nhận quan trọng
| Đánh giá chuyên môn | Đánh giá chuyên môn |
| Nguồn đánh giá      | Nguồn đánh giá      |
| Nguồn               | Đánh giá            |
| ------------------- | ------------------- |
| NME                 | [ 22 ]              |

Rhian Daly của NME lưu ý rằng Übermensch hoàn toàn ngang bằng với tác phẩm hay nhất của G-Dragon và là bằng chứng nữa cho thấy sự vĩ đại không gì lay chuyển của anh.

## Danh sách bài hát
| Danh sách bài hát của Übermensch | Danh sách bài hát của Übermensch                  | Danh sách bài hát của Übermensch             | Danh sách bài hát của Übermensch                              | Danh sách bài hát của Übermensch | Danh sách bài hát của Übermensch |
| STT                              | Nhan đề                                           | Phổ lời                                      | Phổ nhạc                                                      | Biên khúc                        | Thời lượng                       |
| -------------------------------- | ------------------------------------------------- | -------------------------------------------- | ------------------------------------------------------------- | -------------------------------- | -------------------------------- |
| 1.                               | "Home Sweet Home" (featuring Taeyang and Daesung) | G-Dragon Teddy Park Choice37                 | G-Dragon Park 24 Kush VVN                                     | 24 NOS Jumpa Mondee              | 3:31                             |
| 2.                               | "Power"                                           | G-Dragon                                     | G-Dragon Tommy Brown Theron Thomas Steven Franks              | Brown Franks                     | 2:23                             |
| 3.                               | "Too Bad" (with Anderson .Paak)                   | G-Dragon Anderson .Paak                      | G-Dragon .Paak Bongo Alissia Yohan                            | G-Dragon .Paak Bongo Alissia     | 2:33                             |
| 4.                               | "Drama"                                           | G-Dragon Diane Warren Choice37               | D. Warren                                                     | G-Dragon                         | 3:54                             |
| 5.                               | "Ibelongiiu"                                      | G-Dragon Jean Baptiste Kouame Maegan Cottone | G-Dragon Alexander Ridha Kouame Cottone                       | Boys Noize                       | 3:13                             |
| 6.                               | "Take Me"                                         | G-Dragon                                     | G-Dragon Ridha Dominic "Mocky" Salole                         | G-Dragon Boys Noize              | 3:39                             |
| 7.                               | "Bonamana" (보나마나)                             | G-Dragon                                     | G-Dragon Brandon "Stix" Salaam-Bailey Michael Warren Choice37 | G-Dragon Salaam-Bailey M. Warren | 3:15                             |
| 8.                               | "Gyro-Drop"                                       | G-Dragon Gaeko Gamal Lewis                   | G-Dragon Ridha Lewis Jeremy Coleman Xavier de Rosnay          | Boys Noize JMike                 | 2:48                             |
| Tổng thời lượng:                 | Tổng thời lượng:                                  | Tổng thời lượng:                             | Tổng thời lượng:                                              | Tổng thời lượng:                 | 25:19                            |

## Bảng xếp hạng
| Bảng xếp hạng (2025)                  | Vị trí đỉnh |
| ------------------------------------- | ----------- |
| Australian Albums (ARIA)              | 26          |
| Australian Hip Hop/R&B Albums (ARIA)  | 5           |
| Album Áo (Ö3 Austria)                 | 44          |
| Album Bỉ (Ultratop Wallonie)          | 192         |
| Album Canada (Billboard)              | 71          |
| Album Nhật Bản (Oricon)               | 13          |
| Japanese Combined Albums (Oricon)     | 13          |
| Japanese Hot Albums (Billboard Japan) | 19          |
| Album Scotland (OCC)                  | 12          |
| South Korean Albums (Circle)          | 2           |
| Album Anh Quốc (OCC)                  | 93          |
| Album Anh Quốc Independent (OCC)      | 4           |
| Album Hoa Kỳ Independent (Billboard)  | 27          |
| Album Hoa Kỳ Top Sales (Billboard)    | 10          |
| Album Hoa Kỳ World (Billboard)        | 3           |

| Bảng xếp hạng (2025)         | Vị trí |
| ---------------------------- | ------ |
| South Korean Albums (Circle) | 4      |

## Lịch sử phát hành
| Vùng         | Ngày             | ĐỊnh dạng                 | Hãng đĩa      | Nguồn  |
| ------------ | ---------------- | ------------------------- | ------------- | ------ |
| Khu vực khác | 25 tháng 2, 2025 | Tải kỹ thuật số streaming | Galaxy Empire | [ 39 ] |
| Hàn Quốc     | 25 tháng 2, 2025 | CD                        | Galaxy Empire | [ 40 ] |
| Khu vực khác | 7 tháng 3, 2025  | CD                        | Galaxy Empire | [ 41 ] |